# Bertoglio (famiglia)
I Bertoglio poi Bertoglio Pisani furono una nobile famiglia di Milano, originaria del monzese.

## Storia
Famiglia originaria di Monza, fece il proprio ingresso nell'aristocrazia milanese con Giovanni, primo feudatario di Tormo, nel lodigiano, col titolo di conte datato 15 gennaio 1738. Suo nipote omonimo, con decreto del 28 giugno 1770, ottenne di poter essere ammesso al patriziato milanese. Il figlio di quest'ultimo, Pietro, si sposò due volte: la prima con la nobile Luigia Barbò, la seconda con la nobile Marina Orombelli. Uno dei suoi figli, Giovanni, venne nominato erede universale da un suo cugino, il barone Giovanni Bazzetta, il quale era divenuto vicepresidente della Reggenza Provvisoria di Milano nel 1814. Fu lui a far costruire nella chiesa milanese di Santa Maria della Pace un sepolcro per la famiglia.
Personaggio chiave della famiglia fu Napoleone Bertoglio Pisani, scrittore, storico e archeologo, il quale venne adottato dal patrigno Giovanni Pisani Dossi (morto nel 1895, cugino del letterato Carlo Dossi), il quale gli concesse di aggiungere al proprio il cognome Pisani, originando così la famiglia Bertoglio Pisani.

## Albero genealogico
|                              |                              |                                                      |                                                      |                                    |                                        |                                        |                                  |                                                                                           |                                                                                           |                                                                |                                                         |                                                |                                                     |                                                                 |                                                                         |                                                                         |                                                              |                                     |                                     |                                     |                                                                                 |                                                                                 |                                      |                                      |                                      |                                      |                                                    |                                                    |                                 |                                 |                      |                      |                               |                               |
|                              |                              |                                                      |                                                      |                                    |                                        |                                        |                                  |                                                                                           | Giacomo fl. XVII secolo ?                                                                 |                                                                |                                                         |                                                |                                                     |                                                                 |                                                                         |                                                                         |                                                              |                                     |                                     |                                     |                                                                                 |                                                                                 |                                      |                                      |                                      |                                      |                                                    |                                                    |                                 |                                 |                      |                      |                               |                               |
|                              |                              |                                                      |                                                      |                                    |                                        |                                        |                                  |                                                                                           |                                                                                           |                                                                |                                                         |                                                |                                                     |                                                                 |                                                                         |                                                                         |                                                              |                                     |                                     |                                     |                                                                                 |                                                                                 |                                      |                                      |                                      |                                      |                                                    |                                                    |                                 |                                 |                      |                      |                               |                               |
|                              |                              |                                                      |                                                      |                                    |                                        |                                        |                                  |                                                                                           |                                                                                           |                                                                |                                                         |                                                |                                                     |                                                                 |                                                                         |                                                                         |                                                              |                                     |                                     |                                     |                                                                                 |                                                                                 |                                      |                                      |                                      |                                      |                                                    |                                                    |                                 |                                 |                      |                      |                               |                               |
|                              |                              |                                                      |                                                      |                                    |                                        |                                        |                                  |                                                                                           | Giovanni, I conte di Tormo *1688 †1745 Caterina Brentano                                  |                                                                |                                                         |                                                |                                                     |                                                                 |                                                                         |                                                                         |                                                              |                                     |                                     |                                     |                                                                                 |                                                                                 |                                      |                                      |                                      |                                      |                                                    |                                                    |                                 |                                 |                      |                      |                               |                               |
|                              |                              |                                                      |                                                      |                                    |                                        |                                        |                                  |                                                                                           |                                                                                           |                                                                |                                                         |                                                |                                                     |                                                                 |                                                                         |                                                                         |                                                              |                                     |                                     |                                     |                                                                                 |                                                                                 |                                      |                                      |                                      |                                      |                                                    |                                                    |                                 |                                 |                      |                      |                               |                               |
|                              |                              |                                                      |                                                      |                                    |                                        |                                        |                                  |                                                                                           |                                                                                           |                                                                |                                                         |                                                |                                                     |                                                                 |                                                                         |                                                                         |                                                              |                                     |                                     |                                     |                                                                                 |                                                                                 |                                      |                                      |                                      |                                      |                                                    |                                                    |                                 |                                 |                      |                      |                               |                               |
|                              |                              |                                                      |                                                      |                                    |                                        |                                        |                                  | Anna †1796 Girolamo Bazzetta                                                              | Anna †1796 Girolamo Bazzetta                                                              | Giuseppe, II conte di Tormo *1713 †1763 Giulia Crevenna        | Giuseppe, II conte di Tormo *1713 †1763 Giulia Crevenna |                                                |                                                     |                                                                 |                                                                         |                                                                         |                                                              |                                     |                                     |                                     |                                                                                 |                                                                                 |                                      |                                      |                                      |                                      |                                                    |                                                    |                                 |                                 |                      |                      |                               |                               |
|                              |                              |                                                      |                                                      |                                    |                                        |                                        |                                  |                                                                                           |                                                                                           |                                                                |                                                         |                                                |                                                     |                                                                 |                                                                         |                                                                         |                                                              |                                     |                                     |                                     |                                                                                 |                                                                                 |                                      |                                      |                                      |                                      |                                                    |                                                    |                                 |                                 |                      |                      |                               |                               |
|                              |                              |                                                      |                                                      |                                    |                                        |                                        |                                  |                                                                                           |                                                                                           |                                                                |                                                         |                                                |                                                     |                                                                 |                                                                         |                                                                         |                                                              |                                     |                                     |                                     |                                                                                 |                                                                                 |                                      |                                      |                                      |                                      |                                                    |                                                    |                                 |                                 |                      |                      |                               |                               |
|                              |                              | Giovanni, III conte di Tormo *1740 †1787 senza eredi | Giovanni, III conte di Tormo *1740 †1787 senza eredi | Giovanni Gaspare *? †? senza eredi | Giovanni Gaspare *? †? senza eredi     | Maria *? †?                            | Maria *? †?                      | Teresa Maddalena *? †?                                                                    | Teresa Maddalena *? †?                                                                    | Giulia Giuseppa *1741 †1824                                    | Giulia Giuseppa *1741 †1824                             | Antonio *? †? senza eredi                      | Antonio *? †? senza eredi                           | Luigi, IV conte di Tormo *1743 †1828 Marianna Corti senza eredi | Luigi, IV conte di Tormo *1743 †1828 Marianna Corti senza eredi         | Pietro Gaspare *1749 †1821 1.Luigia Barbò 2.Marina Orombelli            | Pietro Gaspare *1749 †1821 1.Luigia Barbò 2.Marina Orombelli | Ignazio *1752 †1809 Irene Orombelli | Ignazio *1752 †1809 Irene Orombelli |                                     |                                                                                 |                                                                                 |                                      |                                      |                                      |                                      |                                                    |                                                    |                                 |                                 |                      |                      |                               |                               |
|                              |                              |                                                      |                                                      |                                    |                                        |                                        |                                  |                                                                                           |                                                                                           |                                                                |                                                         |                                                |                                                     |                                                                 |                                                                         |                                                                         |                                                              |                                     |                                     |                                     |                                                                                 |                                                                                 |                                      |                                      |                                      |                                      |                                                    |                                                    |                                 |                                 |                      |                      |                               |                               |
|                              |                              |                                                      |                                                      |                                    |                                        |                                        |                                  |                                                                                           |                                                                                           |                                                                |                                                         |                                                |                                                     |                                                                 |                                                                         |                                                                         |                                                              |                                     |                                     |                                     |                                                                                 |                                                                                 |                                      |                                      |                                      |                                      |                                                    |                                                    |                                 |                                 |                      |                      |                               |                               |
| 1.Giuseppe †1809 senza eredi | 1.Giuseppe †1809 senza eredi | 1.Cesare, V conte di Tormo †1839 senza eredi         | 1.Cesare, V conte di Tormo †1839 senza eredi         | 1.Giulia *? †?                     | 1.Giulia *? †?                         | 1.Maria †1847 Luigi Carcano            | 1.Maria †1847 Luigi Carcano      | BERTOGLIO BAZZETTA 1.Giovanni Orazio Maria, VI conte di Tormo *1794 †1874 Luisa Vidiserti | BERTOGLIO BAZZETTA 1.Giovanni Orazio Maria, VI conte di Tormo *1794 †1874 Luisa Vidiserti |                                                                |                                                         |                                                | 1.Carlo Antonio *1796 †1862 Giulia Balsamo Crivelli | 1.Carlo Antonio *1796 †1862 Giulia Balsamo Crivelli             | 1.Leopoldo Maria *1797 †1859 Amalia Mozzoni Frosconi                    | 1.Leopoldo Maria *1797 †1859 Amalia Mozzoni Frosconi                    | 1.Luigi *1798 †1879 senza eredi                              | 1.Luigi *1798 †1879 senza eredi     | 1.Luigia *1799 †1823 Giulio Mozzoni | 1.Luigia *1799 †1823 Giulio Mozzoni | 1.Antonietta *1803 †1867 Michele Balsamo Crivelli, V marchese di Zelo Surrigone | 1.Antonietta *1803 †1867 Michele Balsamo Crivelli, V marchese di Zelo Surrigone | 2.Giulia *1806 †1883 Camillo Carcano | 2.Giulia *1806 †1883 Camillo Carcano | 2.Costanza *1808 †1884 Antonio Forni | 2.Costanza *1808 †1884 Antonio Forni | 2.Carolina *1809 †? Leonardo Tomini Foresti, conte | 2.Carolina *1809 †? Leonardo Tomini Foresti, conte | 2.Giuseppe *1810 †? senza eredi | 2.Giuseppe *1810 †? senza eredi | 2.Teresa *1815 †1875 | 2.Teresa *1815 †1875 | 2.Girolama Francesca *1816 †? | 2.Girolama Francesca *1816 †? |
|                              |                              |                                                      |                                                      |                                    |                                        |                                        |                                  |                                                                                           |                                                                                           |                                                                |                                                         |                                                |                                                     |                                                                 |                                                                         |                                                                         |                                                              |                                     |                                     |                                     |                                                                                 |                                                                                 |                                      |                                      |                                      |                                      |                                                    |                                                    |                                 |                                 |                      |                      |                               |                               |
|                              |                              |                                                      |                                                      |                                    |                                        |                                        |                                  |                                                                                           |                                                                                           |                                                                |                                                         |                                                |                                                     |                                                                 |                                                                         |                                                                         |                                                              |                                     |                                     |                                     |                                                                                 |                                                                                 |                                      |                                      |                                      |                                      |                                                    |                                                    |                                 |                                 |                      |                      |                               |                               |
|                              |                              |                                                      |                                                      |                                    | Carolina *1833 †1922 Giovanni de Herra | Carolina *1833 †1922 Giovanni de Herra | Giuseppe *1835 †1853 senza eredi | Giuseppe *1835 †1853 senza eredi                                                          | Gaetano, VII conte di Tormo *1836 †1883 Rosa Prata senza eredi                            | Gaetano, VII conte di Tormo *1836 †1883 Rosa Prata senza eredi | Giuseppina *1845 †1901 Carlo Martinengo, conte          | Giuseppina *1845 †1901 Carlo Martinengo, conte | Luigia *1837 †? Luigi Bonzanelli                    | Luigia *1837 †? Luigi Bonzanelli                                | BERTOGLIO PISANI Napoleone, VIII conte di Tormo *1845 †1912 senza eredi | BERTOGLIO PISANI Napoleone, VIII conte di Tormo *1845 †1912 senza eredi |                                                              |                                     |                                     |                                     |                                                                                 |                                                                                 |                                      |                                      |                                      |                                      |                                                    |                                                    |                                 |                                 |                      |                      |                               |                               |